# Fiscalía General de la República (México)
La Fiscalía General de la República (FGR) es uno de los órganos constitucionales autónomos, con funciones de ministerio público, en México; es la responsable de investigar y perseguir los delitos del orden federal, ante los tribunales del Poder Judicial de la Federación. 
Es la encargada de diseñar, planear, ejecutar y coordinar las políticas públicas en materia de investigación criminal de los hechos que revisten los caracteres de delito; de garantizar la protección y asistencia a las víctimas, testigos, y el resto de los sujetos que integran el proceso judicial; asumir la titularidad y sustento de la acción penal pública en representación del Estado y la sociedad en general ante el Poder Judicial de la Federación; intervenir en los procesos de extradición; colaborar en las acciones de combate al delito, encabezando a los elementos del Ministerio Público Federal, esto en apoyo a la Secretaría de Seguridad y Protección Ciudadana; e intervenir en las controversias constitucionales o acciones de inconstitucionalidad de acuerdo a lo que establezca la Suprema Corte de Justicia de la Nación.
Su titular, el fiscal general de la República, es nombrado con aprobación de las dos terceras partes del Senado, a partir de una terna propuesta por el presidente. El fiscal general es quien preside al Ministerio Público de la Federación y a sus órganos auxiliares, que son la Agencia de Investigación Criminal, las fiscalías especializadas, la policía investigadora y los peritos. 
La institución reemplazó a la Procuraduría General de la República, el 20 de diciembre de 2018.

## Antecedentes
El organismo, bajo esta denominación, contaba ya con antecedentes históricos que lo habían ligado como uno de los depositarios del Poder Judicial de la Federación en todos los regímenes constitucionales del país. 
Desde 1917 bajo la denominación de Procuraduría General de la República quedó sujeta al presidente de la República como parte del gabinete. La reforma constitucional al artículo 102 y la promulgación de una Ley Orgánica la dotaron de plena autonomía en 2018. El 20 de mayo de 2021 se expide la Ley de la Fiscalía General de la República que abroga la Ley Orgánica de la Fiscalía General de la República.

## Funciones
Establecidas por el artículo 10 de la Ley de la Fiscalía General de la República.

I. Coordinarse, para el cumplimiento de la acción penal con absoluto respeto a su autonomía, con otras autoridades en los temas de seguridad pública de conformidad con el Sistema Nacional de Seguridad Pública a que refiere el artículo 21 de la Constitución.

II. Formar parte del Sistema Nacional de Seguridad Pública como entidad autónoma.
III. Remitir al Congreso de la Unión la postura institucional mediante una opinión técnica jurídica sobre las iniciativas de ley, de reformas constitucionales y legales en el ámbito de su competencia presentadas por la persona titular del Ejecutivo Federal y en las Cámaras del Congreso de la Unión.
IV. Formar y actualizar a las personas servidoras públicas para la investigación y persecución de los delitos en las materias que sean de su competencia, así como implementar un servicio profesional de carrera de las personas agentes del Ministerio Público de la Federación, personas policías federales ministeriales, personas peritas, personas analistas y
personas facilitadoras.
V. Implementar un sistema institucional de evaluación de resultados, a través del
establecimiento de indicadores que sirvan para evaluar su desempeño para mejorar sus resultados.
VI. Crear y administrar las bases nacionales de información en el ámbito de su competencia. 
VII. Establecer medios de información sistemática y directa a la sociedad, para dar cuenta de sus actividades. Para efectos del acceso a la información pública, la Fiscalía General se regirá bajo el principio de máxima publicidad en los términos de la Constitución, no obstante,
se reservará la información cuya divulgación pueda poner en riesgo la seguridad de las personas que intervienen en un procedimiento penal o las investigaciones que realice la persona agente del Ministerio Público de la Federación y mantendrá la confidencialidad de los datos personales, en los términos que disponga el Código Nacional, otras disposiciones aplicables y la presente Ley.
VIII. Hacer del conocimiento de la sociedad los instrumentos jurídicos a que refiere la presente Ley, los que serán publicados gratuitamente en el Diario Oficial de la Federación.
IX. Llevar a cabo todos los actos que deriven de las disposiciones aplicables para la constitución y administración de fondos en el ámbito de su competencia.
X. Desarrollar los mecanismos necesarios de comunicación y colaboración con agencias de policía internacional para la investigación de los hechos que la ley señala como delito de conformidad con lo previsto en la Constitución y los tratados internacionales.
XI. Desarrollar e instrumentar un sistema de medidas de protección para las personas servidoras públicas de la Institución.
XII. Participar como entidad autónoma en el Mecanismo de Apoyo Exterior, previsto por la Ley General en Materia de Desaparición Forzada de Personas, Desaparición Cometida por Particulares y del Sistema Nacional de Búsqueda de Personas, y mantener comunicación continua y permanente con éste, para coadyuvar en la investigación y persecución de delitos, a través de las Fiscalías Especializadas, fiscalías o unidades competentes; así como garantizar los derechos reconocidos por el orden jurídico nacional en favor de las personas víctimas y personas ofendidas para recibir, recabar y proporcionar información sobre las acciones de investigación y persecución de los delitos cometidos en contra de personas migrantes.

XIII. Las demás que prevean otras disposiciones jurídicas aplicables.

## Estructura
Para el cumplimiento de sus funciones, la Fiscalía tiene la siguiente estructura orgánica.
- Oficina del Fiscal General
  - Jefatura de Oficina;
  - Consejería General:
    - Unidad Especializada en Asuntos Jurídicos;
      - Unidad de Constitucionalidad, y
      - Unidad de Normatividad, y

    - Unidad Especializada en Transparencia y Apertura Gubernamental.
      - Unidad de Vinculación;
      - Unidad Especial de Género y Violencia Contra la Mujer;
      - Unidad de Comunicación Social, y
      - Coordinación Administrativa de la Oficina del Fiscal General.
- Fiscalía Especializada de Control Competencial
  - Fiscalía Especial en Investigación de Asuntos Relevantes;
  - Fiscalía Especial en Investigación de Delitos Fiscales y del Sistema Financiero;
  - Fiscalía Especial en Investigación de Delitos contra el Ambiente y Previstos en Leyes Especiales;
  - Fiscalía Especial en Investigación de Delitos Cometidos por personas Servidoras Públicas y Contra la Administración de Justicia;
  - Fiscalía Especial en Investigación de Delitos contra los Derechos de Autor y la Propiedad Industrial;
  - Fiscalía Especial en Investigación de Delitos de Comercio de Narcóticos Destinados al Consumo Final;
  - Fiscalía Especial en Investigación de Delitos Sociales y Políticos del Pasado, y
  - Fiscalía Especial para Asuntos Internacionales:
    - Unidad de Cooperación Internacional;
    - Unidad de Procedimientos Internacionales, y
    - Representaciones en el Extranjero.
- Fiscalía Especializada de Control Regional
  - Unidad Especializada en el Sistema de Coordinación Regional:
    - Subunidades de Seguimiento y Control.

  - Fiscalía Especial de Investigación y Litigación de Casos Complejos;
  - Fiscalía Especial de Seguimiento y Control;
  - Fiscalía Especial de Supervisión de Procesos;
  - Fiscalía Especial en materia de Extinción de Dominio;
  - Fiscalía Especial de Amparo, y
  - Fiscalías Federales (una por cada una de las 32 entidades federativas)
- Fiscalía Especializada en materia de Delincuencia Organizada
  - Fiscalía Especial en Investigación de Delitos contra la Salud;
  - Fiscalía Especial en Investigación de Terrorismo, Acopio y Tráfico de Armas;
  - Fiscalía Especial en Investigación de Operaciones con Recursos de Procedencia Ilícita, Falsificación y Alteración de Moneda y Fiscales;
  - Fiscalía Especial en Investigación de Delitos en materia de Secuestro;
  - Fiscalía Especial en Investigación de Tráfico de Menores, Personas y Órganos, y Contra la Biodiversidad;
  - Fiscalía Especial en Investigación de Delitos en materia de Hidrocarburos, Derechos de Autor, Asalto y Robo de Vehículos;
  - Unidad de Control de Procesos en Delincuencia Organizada, y
  - Unidad de Cuerpo Técnico de Control.
- Fiscalía Especializada en materia de Delitos Electorales
- Fiscalía Especializada en materia de Combate a la Corrupción
- Fiscalía Especializada en materia de Derechos Humanos
- Fiscalía Especializada en Delitos de Violencia Contra las Mujeres y Trata de Personas
- Fiscalía Especializada de Asuntos Internos
- Agencia de Investigación Criminal
  - Inspección General de Operaciones
  - Policía Federal Ministerial;
    - Unidad de Investigación Policial;
    - Unidad para el Combate al Delito de Secuestro;
    - Unidad de Operaciones de Alto Impacto;
    - Unidad de Asuntos Policiales Internacionales e INTERPOL;
    - Unidad de Investigaciones Cibernéticas y Operaciones Tecnológicas, y
    - Unidad de Operaciones Especiales.

  - Centro Federal Pericial Forense
  - Centro Federal de Inteligencia Criminal
- Órgano Especializado de Mecanismos Alternativos de Solución de Controversias
- Oficialía Mayor;
- Órgano Interno de Control;

## Fiscal general de la República

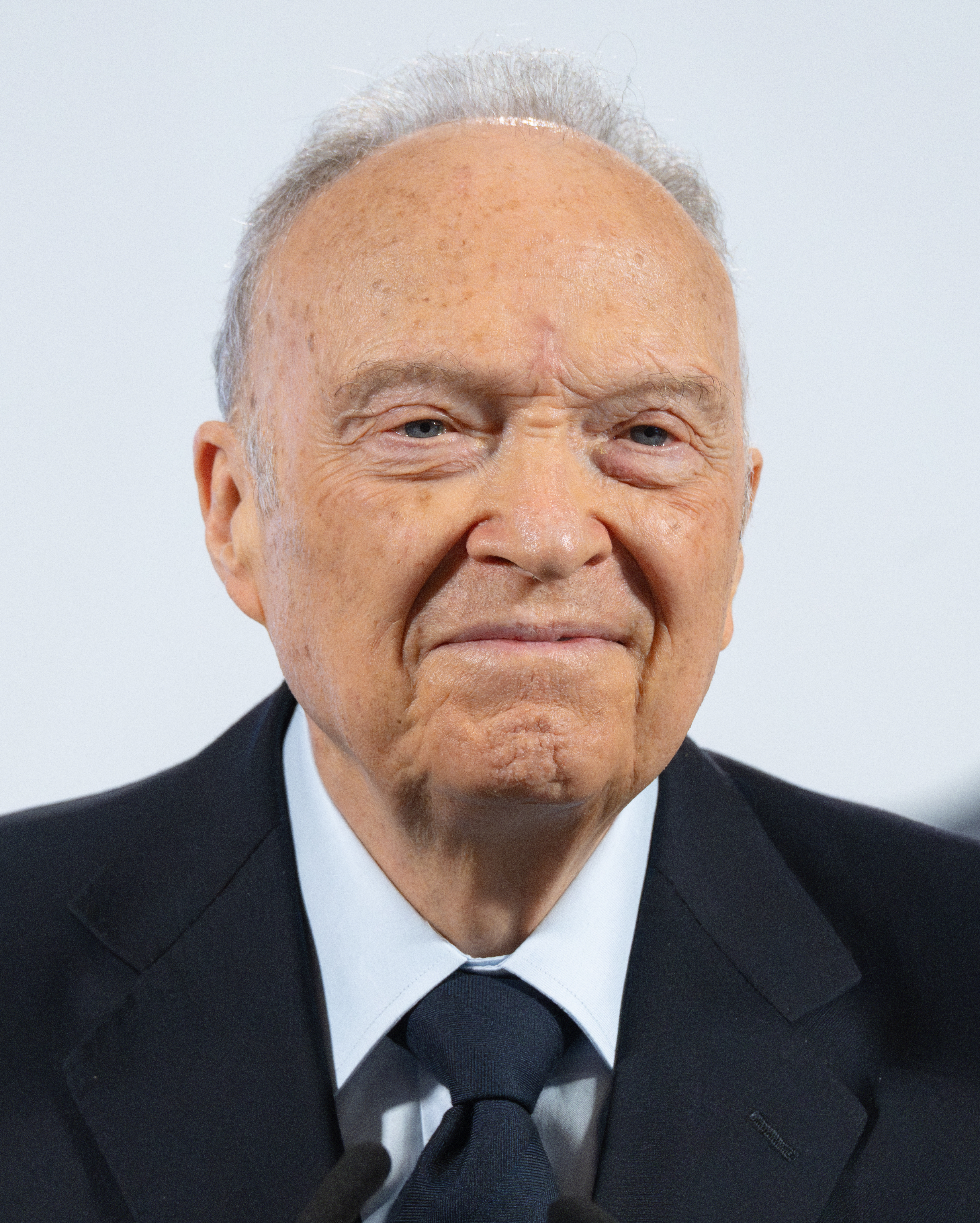
Alejandro Gertz Manero, primer fiscal general de la República.

El 18 de enero de 2019, Alejandro Gertz Manero fue nombrado primer fiscal general de la República, con 91 votos a favor en el procedimiento llevado a cabo en el Senado de la República. Su gestión tendrá una duración de nueve años. La votación se definió con una terna que incluyó también a Eva Verónica de Gyvez Zárate y a Bernardo Bátiz Vázquez.